# Anthony Mosse
Pour les articles homonymes, voir Mosse.
Anthony Robin LeClerc Mosse, né le 29 octobre 1964 à Hong Kong, fut le porte-drapeau de la natation néo-zélandaise dans les années 1980. 
Il participa à ses premiers Jeux du Commonwealth en 1982 à l'âge de 17 ans. Deux ans plus tard aux Jeux olympiques d'été de 1984, il prit part à deux finales en papillon.
Lors des Jeux du Commonwealth en 1986, il réussit à gagner l'argent sur 100 m papillon et l'or sur 200 m papillon. En 1988 aux Jeux olympiques d'été de 1988, Anthony Mosse qui s'entraînait aux États-Unis mais continuait à nager pour la Nouvelle-Zélande, gagna une médaille de bronze en 200 m papillon.
Il finit sa carrière en gagnant le 200 m papillon des Jeux du Commonwealth en 1990 à Auckland.